# MKB-10 Poglavje XV: Nosečnost, porod in poporodno obdobje
| Mednarodna klasifikacija bolezni in sorodnih zdravstvenih problemov 10. popravljena izdaja | Mednarodna klasifikacija bolezni in sorodnih zdravstvenih problemov 10. popravljena izdaja | Mednarodna klasifikacija bolezni in sorodnih zdravstvenih problemov 10. popravljena izdaja     |
| Poglavje                                                                                   | Kategorije                                                                                 | Naslov                                                                                         |
| ------------------------------------------------------------------------------------------ | ------------------------------------------------------------------------------------------ | ---------------------------------------------------------------------------------------------- |
| I                                                                                          | A00-B99                                                                                    | Nekatere infekcijske in parazitske bolezni                                                     |
| II                                                                                         | C00-D48                                                                                    | Neoplazme                                                                                      |
| III                                                                                        | D50-D89                                                                                    | Bolezni krvi in krvotvornih organov in nekatere bolezni, pri katerih je udeležen imunski odziv |
| IV                                                                                         | E00-E90                                                                                    | Endokrine, prehranske in presnovne bolezni                                                     |
| V                                                                                          | F00-F99                                                                                    | Duševne in vedenjske motnje                                                                    |
| VI                                                                                         | G00-G99                                                                                    | Bolezni živčevja                                                                               |
| VII                                                                                        | H00-H59                                                                                    | Bolezni očesa in adneksov                                                                      |
| VIII                                                                                       | H60-H95                                                                                    | Bolezni ušesa in mastoida                                                                      |
| IX                                                                                         | I00-I99                                                                                    | Bolezni obtočil                                                                                |
| X                                                                                          | J00-J99                                                                                    | Bolezni dihal                                                                                  |
| XI                                                                                         | K00-K93                                                                                    | Bolezni prebavil                                                                               |
| XII                                                                                        | L00-L99                                                                                    | Bolezni kože in podkožja                                                                       |
| XIII                                                                                       | M00-M99                                                                                    | Bolezni mišično-skeletnega sistema in vezivnega tkiva                                          |
| XIV                                                                                        | N00-N99                                                                                    | Bolezni sečil in spolovil                                                                      |
| XV                                                                                         | O00-O99                                                                                    | Nosečnost, porod in poporodno obdobje                                                          |
| XVI                                                                                        | P00-P96                                                                                    | Nekatera stanja, ki izvirajo v obporodnem obdobju                                              |
| XVII                                                                                       | Q00-Q99                                                                                    | Prirojene malformacije, deformacije in kromosomske nenormalnosti                               |
| XVIII                                                                                      | R00-R99                                                                                    | Simptomi, znaki in nenormalni klinični in laboratorijski izvidi, ki niso uvrščeni drugje       |
| XIX                                                                                        | S00-T98                                                                                    | Poškodbe, zastrupitve in nekatere druge posledice zunanjih vzrokov                             |
| XX                                                                                         | V01-Y98                                                                                    | Zunanji vzroki obolevnosti in umrljivosti                                                      |
| XXI                                                                                        | Z00-Z99                                                                                    | Dejavniki, ki vplivajo na zdravstveno stanje in na stik z zdravstveno službo                   |
| XXII                                                                                       | U00-U99                                                                                    | Kode za posebno uporabo                                                                        |

Mednarodno klasifikacijo bolezni in sorodnih zdravstvenih problemov 10-ta revizija (MKB-10) objavlja Svetovna zdravstvena organizacija (WHO)..  Ta stran vsebuje MKB-10 Poglavje XV: Nosečnost, porod in poporodno obdobje.

## O00-O99 - Nosečnost, porod in poporodno obdobje

### (O00-O08) Nosečnost, ki se konča s splavom
- (O00) Izvenmaternična nosečnost
- (O01) Hidatidiformna mola (mehurčasta snet)
- (O02) Druge nenormalne tvorbe zanositve
- (O03) Spontani splav
- (O04) Medicinski splav
- (O05) Druge vrste splav
- (O06) Neopredeljeni splav
- (O07) Neuspeli poskušani splav
- (O08) Zapleti po splavu ter izvenmaternični in molarni nosečnosti

### (O10-O16) Edemi, proteinurija in hipertenzivne motnje med nosečnostjo, porodom in poporodnim obdobjem
- (O10) Prednosečnostna hipertenzija, kot zaplet med nosečnostjo, porodom in poporodnim obdobjem
- (O11) Prednosečnostna  hipertenzivna motnja z nacepljeno proteinurijo
- (O12) Gestacijski (nosečniški) edemi in proteinurija brez hipertenzije
  - (O12.0) Nosečnostni edem
  - (O12.1) Nosečnostna proteinurija
  - (O12.2) Nosečnostni edemi s proteinurijo

- (O13) Gestacijska (nosečniška) hipertenzija brez značilne proteinurije
- (O14) Gestacijska (nosečniška) hipertenzija z značilno proteinurijo
  - (O14.1) Težka preeklampsija
- (O15) Eklampsija
- (O16) Neopredeljena materina hipertenzija

### (O20-O29) Druge materine bolezni, povezane predvsem z nosečnostjo
- (O20) Krvavitev v zgodnji nosečnosti
- (O21) Čezmerno bruhanje med nosečnostjo
- (O22) Zapleti venskega žilja med nosečnostjo
  - (O22.0) varikozne vene spodnjih udov med nosečnostjo
  - (O22.1) varikozne vene rodil med nosečnostjo
  - (O22.2) Površinski tromboflebitis med nosečnostjo
  - (O22.3) Globoka flebotromboza med nosečnostjo
  - (O22.4) Hemoroidi med nosečnostjo
  - (O22.5) Možganska venska tromboza med nosečnostjo
  - (O22.8) Drugi zapleti venskega žilja med nosečnostjo
  - (O22.9) Zaplet venskega žilja med nosečnostjo, neopredeljen
    - Nosečniški flebitis BDO
    - Nosečniški flebopatija BDO
    - Nosečniška tromboza BDO

- (O23) Infekcije rodil in sečil med nosečnostjo
- (O24) Sladkorna bolezen med nosečnostjo
- (O25) Slaba prehranjenost med nosečnostjo

- (O26) Oskrba matere zaradi drugih stanj, povezanih predvsam z nosečnostjo
  - (O26.0) Čezmerna pridobitev teže med nosečnostjo
  - (O26.1) Premajhna pridobitev teže med nosečnostjo
  - (O26.2) Skrb za nosečnost pri ženski s ponavljajočimi se splavi
  - (O26.3) Neodstranjeno intrauterino kontracepcijsko sredstvo med nosečnostjo
  - (O26.4) Herpes gestationis
  - (O26.5) Sindom hipotenzije pri materi
    - Sindrom vene kave

  - (O26.6) Motnje v delovanju ledvic med nosečnostjo, porodom in poporodnim obdobjem
  - (O26.7) Simfizeoliza med nosečnostjo, porodom in poporodnim obdobjem
  - (O26.8) Druga opredeljena stanja, povezana z nosečnostjo
    - Izčrpanost in utrujenost povezana z nosečnostjo
    - Periferni nevritis povezan z nosečnostjo
    - Bolezen ledvic povezana z nosečnostjo

  - (O26.9) Stanje, povezane z nosečnostjo, neopredeljeno

- (O28) Nenormalni izvidi preporodnih presejalnih testov matere
- (O29) Zapleti zaradi anestezije med nosečnostjo

### (O30-O48) Oskrba matere, povezana s plodom in amnijsko votlino in možnimi zapleti pri otrokovem rojstvu
- (O30) Večplodna nosečnost
  - (O30.0) Nosečnost z dvojčki
  - (O30.1) Nosečnost s trojčki
  - (O30.2) Nosečnost s četverčki
  - (O30.8) Druge vrste večplodna nosečnost
  - (O30.9) Večplodna nosečnost, neopredeljena
    - Multiple nosečnost BDO

- (O31) Zapleti značilni za večplodno nosečnost
  - (O31) Fetus papyraceus
    - Fetus compressus

  - (O31) Nosečnost, ki se nadaljuje po splavu enega plodu ali več plodov
  - (O31) Nosečnost, ki se nadaljuje po intrauterini smrti enega plodu ali več plodov
  - (O31) Drugi zapleti, značilni za večplodno nosečnost

- (O32) Oskrba matere zaradi znane nepravilne plodove vstave ali pri sumu zanjo

- (O33) Oskrba matere zaradi znanega disproporca ali pri sumu nanj
  - (O33.0) Oskrba matere pri disproporcu zaradi deformiranosti materinih medeničnih kosti
  - (O33.1) Oskrba matere pri disproporcu zaradi splošno zožene male medenice
  - (O33.2) Oskrba matere pri disproporcu zaradi zoženja vhoda male medenice
  - (O33.3) Oskrba matere pri disproporcu zaradi zoženja izvhoda male medenice
  - (O33.4) Oskrba matere pri disproporcu katerega izvor sta mati in plod
  - (O33.5) Oskrba matere pri disproporcu zaradi nenavadno velikega plodu
  - (O33.6) Oskrba matere pri disproporcu zaradi vodenoglavega plodu
  - (O33.7) Oskrba matere pri disproporcu zaradi drugih deformacij plodu
    - Zraščena dvojčka (siamska dvojčka)

  - (O33.8) Oskrba matere pri disproporcu zaradi drugega izvora
  - (O33.9) Oskrba matere pri disproporcu, neopredeljenem
    - Kefalopelvični disproporc BDO
    - Fetopelvični disproporc BDO

- (O34) Oskrba matere zaradi znane nenormalnosti medeničnih organov ali pri sumu nanjo

- (O35) Oskrba matere zaradi znane nepravilnosti in poškodbe plodu ali pri sumu nanjo

- (O36) Oskrba matere zaradi drugih znanih problemov pri plodu ali pri sumu nanje
  - (O36.0) Oskrba matere zaradi Rh izoimunizacije
    - Anti-D protitelesa
    - Rh neskladje (pri hidropsu plodu)

  - (O36.1) Oskrba matere zaradi druge vrste izoimunizacije
    - ABO izoimunizacija

  - (O36.2) Oskrba matere zaradi hidropsa plodu
  - (O36.3) Oskrba matere zaradi znakov plodove hipoksije
  - (O36.4) Oskrba matere zaradi intrauterine smrti
  - (O36.5) Oskrba matere zaradi zastoja rasti plodu
  - (O36.6) Oskrba matere zaradi pretirane rasti plodu
  - (O36.7) Oskrba matere zaradi živega plodu pri abdominalni nosečnosti
  - (O36.8) Oskrba matere zaradi drugih opredeljenih zapletov pri plodu
  - (O36.9) Oskrba matere zaradi zapleta pri plodu

- (O40) Polihidramnij
  - Hidraminij

- (O41) Druge motnje plodovnice in plodovega mehurja
  - (O41.0) Oligohidramnij
    - Oligohidramnij brez omembe razpok plodovega mehurja

  - (O41.1) Okužba amnijske votline in mehurja
    - Horioamnionitis
    - Amnionitis
    - Membranitis
    - Placentitis

- (O42) Predčasni razpok plodovega mehurja

- (O43) Nepravilnosti posteljice
  - (O43.0) Sindrom placentarne transfuzije
  - (O43.1) Nepravilnosti posteljice
    - Nenormalna posteljica BDO
    - Placenta circumvallata

  - (O43.8) Druge nepravilnosti posteljice
    - Placentarni infarkt

  - (O43.9) Nepravilnost posteljice, neopredeljena

- (O44) Predležeča posteljica (placenta praevia)
- (O45) Prezgodnja ločitev pravilno ležeče posteljice (abruptio placentae)
- (O46) Predporodna krvavitev, ki ni uvrščena drugje
- (O47) Nepravi porod
- (O48) Podaljšana nosečnost

### (O60-O75) Zapleti pri porodu in otrokovem rojstvu
- (O60) Prezgodnji porod
- (O61) Neuspela indukcija poroda

- (O62) Nepravilnosti porodnih sil
  - (O62.0) Zastoj poroda v latentni fazi poroda
  - (O62.1) Zastoj poroda v aktivni fazi poroda
  - (O62.2) Druge vrste inercija maternice
    - Atonija maternice
    - Neusklajeni porod
    - Hipotonična maternična disfunkcija BDO
    - Nepravilni porod
    - Slabi popadki
    - Inercija maternice

  - (O62.3) Prehitri porod (partus praecipitatus)
  - (O62.4) Hipertonični, nekoordinirani in podaljšani popadki maternice
    - Tetanične kontrakcije
    - Distocija maternice BDO
    - Distocija kontrakcijskega obroča

  - (O62.8) Druge nepravilnosti porodnih sil
  - (O62.9) Nepravilnost porodnih sil, neopredeljena

- (O63) Dolgotrajni porod
- (O64) Zaustavljeni porod zaradi nepravilne lege in vstave plodu
- (O65) Zaustavljeni porod zaradi nepravilnosti materine male medenice
- (O66) Druge vrste zaustavljeni porod
  - (O66.0) Zastoj poroda pri ramenih
    - Zagozdena ramena

- (O67) Porod in rojstvo otroka, otežena zaradi medporodne krvavitve, ki ni uvrščena drugje
- (O68) Porod in rojstvo otroka, otežena zaradi fetalnega stresa (distresa)

- (O69) Porod in rojstvo otroka s popkovničnimi zapleti
  - (O69.0) Porod in rojstvo otroka, otežena z izpadom popkovnice
  - (O69.1) Porod in rojstvo otroka, otežena z okrog vratu ovito popkovnico, s stisnjenjem
  - (O69.2) Porod in rojstvo otroka, otežena z druge vrste popkovničnim zapletom
    - Vozel popkovnice

  - (O69.3) Porod in rojstvo otroka, otežena s kratko popkovnico
  - (O69.4) Porod in rojstvo otroka, otežena s predležečimi žilami
    - Krvavitev iz predležečih žil (vasa praevia)

  - (O69.5) Porod in rojstvo otroka, otežena s poškodbo popkovničnih žil
    - Popkovnična zmečkanina
    - Popkovnični hematom
    - Tromboza popkovničnih žil

  - (O69.8) Porod in rojstvo otroka, otežena z drugimi popkovničnimi zapleti
  - (O69.9) Porod in rojstvo otroka, otežena s popkovničnim zapletom, neopredeljenim

- (O70) poškodbe presredka med porodom

- (O71) Druge vrste porodna poškodba
  - (O71.0) Ruptura maternice pred začetkom poroda
  - (O71.1) Ruptura maternice med porodom
  - (O71.2) Poporodna inverzija maternice
  - (O71.3) Porodna poškodba materničnega vratu
    - Anularna ločitev materničnega vratu

  - (O71.4) Porodna poškodba visoko v nožnici brez drugih poškodb
  - (O71.5) Druge vrste porodna poškodba na pelvičnih organih
    - Porodna poškodba na sečnem mehurju
    - Porodna poškodba na uretri

  - (O71.6) Porodna poškodba na medeničnih sklepih in vezeh
    - Porodna avulzija notranjega hrustanca simfize
    - Porodna poškodba trtice
    - Porodna poškodbena ločitev simfize (pubis)

  - (O71.7) Porodni hematom v mali medenici
  - (O71.8) Druge opredeljene porodne poškodbe
  - (O71.9) Porodna poškodba, neopredeljena

- (O72) Poporodna krvavitev

- (O73) Zadržana posteljica in plodov mehur, brez krvavitve
  - (O73.0) Zadržana posteljica brez krvavitve
    - Placenta accreta brez krvavitve

  - (O73.1) Zadržani delci posteljice in plodovega mehurja, brez krvavitve
    - Zadržani produkti zanositve po porodu, brez krvavitve

- (O74) Zapleti zaradi anastezije med porodom in otrokovim rojstvom
- (O75) Drugi zapleti med porodom in otrokovim rojstvom, ki niso uvrščeni drugje

### (O80-O84) Porod
- (O80) Spontani porod enojčka
  - (O80.1) Spontani porod v glavični vstavi

- (O81) Porod enojčka s forcepsom in vakuumskim ekstraktorjem
  - (O81.4) Porod z vakuumsko ekstrakcijo
    - Porod z vakuumom

- (O82) Porod enojčka z cesarskim rezom
- (O83) Druge vrste  pomoč pri porodu enojčka
- (O84) Porod pri večplodni nosečnosti

### (O85-O92) Zapleti, povezani predvsem s poporodnim obdobjem (puerperijem)
- (O85) Poporodna sepsa
  -     - Poporodni endometritis
    - Poporodna vročina
    - Poporodni peritonitis
    - Poporodna sepsa

- (O86) Druge poporodne infekcije
  - (O86.0) Infekcija porodne operativne rane
  - (O86.1) Druge vrste infekcije rodil po porodu
    - Cervicitis po porodu
    - Vaginitis po porodu

  - (O86.2) Infekcija sečil po porodu
  - (O86.3) Druge vrste genitourinarna infekcija po porodu
    - Poporodna genitournarna infekcija BDO

  - (O86.4) Zvišana telesna temperatura (pireksija) neznanega izvora po porodu
    - Poprodna infekcija BDO
    - Poporodna pireksija BDO

  - (O86.8) Druge opredljene poporodne infekcije

- (O87) Zapleti venskega žilja v poporodnem obdobju
  - (O87.0) Površinski tromboflebitis v poporodnem obdobju
  - (O87.1) Globoka flebotromboza v poporodnem obdobju
    - Globokovenska tromboza, poporodna
    - Pelvični tromboflebitis, poporodni

  - (O87.2) Hemoroidi v poporodnem obdobju
  - (O87.3) Možganska venska tromboza v poporodnem obdobju
  - (O87.8) Drugi zapleti venskega žilja v poporodnem obdobju
  - (O87.9) Zaplet venskega žilja v poporodnem obdobju

- (O88) Porodna embolija
  - (O88.0) Porodna [[aizračna embolija
  - (O88.1) Embolija s plodovnico
  - (O88.2) Porodna embolija s krvnimi strdki
  - (O88.3) Porodna gnojna in septična embolija
  - (O88.8) Druge vrste porodna embolija
    - Porodna maščobna embolija

- (O89) Zapleti zaradi anestezije v poporodnem obdobju

- (O90) Zapleti v poporodnem obdobju, ki niso uvrščeni drugje
  - (O90.0) Dehiscenca rane po carskem rezu
  - (O90.1) Dehiscenca rane na presredku
  - (O90.2) Hematom porodne rane
  - (O90.3) Kardiomiopatija v poporodnem obdobju
  - (O90.4) Poporodna akutna odpoved ledvic
  - (O90.5) Poprodni tiroiditis
  - (O90.8) Drugi zapleti v poporodnem obdobju, ki niso uvrščeni drugje
    - Polip placente

  - (O90.9) Zaplet v poporodnem obdobju, unspecified

- (O91) Vnetja dojke povezana s porodom
  - (O91.0) Okužba bradavice, povezana s porodom
  - (O91.1) Absces na dojki, povezan s porodom
    - Nosečniški ali poporodni gnojni mastitis
    - Nosečniški ali poporodni subareolarni absces

  - (O91.2) Negnojno vnetje dojke, povezano s porodom
    - Nosečniški ali poporodni limfangitis dojke
    - Nosečniški ali poporodni mastistis BDO

- (O92) Druge nepravilnosti dojke in dojenja, povezane s porodom
  - (O92.0) Ugreznjena bradavica, povezana s porodom
  - (O92.1) Razpokana bradavica, povezana s porodom
    - Nosečniška ali poporodna ragada bradavice

  - (O92.2) Druge in neopredeljene nepravilnosti dojke, povezane s porodom
  - (O92.3) Agalakcija
  - (O92.4) Hipogalakcija
  - (O92.5) Ustavljena laktacija
  - (O92.6) Galaktoreja
  - (O92.7) Druge in neopredeljene nepravilnosti laktacije
    - Poporodna galaktokela

### (O95-O99) Druga porodniška stanja, ki niso uvrščena drugje
- (O94) Kasne posledice zapletov nosečnosti, poroda in poporodnega obdobja
- (O95) Obporodna smrt zaradi neopredeljenega vzroka
- (O96) Smrt zaradi katerega koli porodniškega vzroka, ki nastopi več kot 42 dni, vendar manj kot eno leto po porodu
- (O97) Smrt zaradi kasnih posledic neposrednih porodniških vzrokov
- (O98) Materine infekcijske in parazitarne bolezni, toda zapletajo nosečnost, porod in poporodno obdobje

- (O99) Druge bolezni pri materi, ki so lahko uvrščene drugje, toda zapletajo nosečnost, porod in poporodno obdobje
  - (O99.0) Anemija kot zaplet med nosečnostjo, porodom in poporodnim obdobjem
  - (O99.1) Druge bolezni krvi in krvotvornih organov in določene nepravilnosti imunskega mehanizma kot zapleti med nosečnostjo, porodom in poporodnim obdobjem
  - (O99.2) Endokrine, prehranske in presnovne bolezni kot zapleti med nosečnostjo, porodom in poporodnim obdobjem
  - (O99.3) Duševne motnje in bolezni živčnega sistema kot zapleti med nosečnostjo, porodom in poporodnim obdobjem
  - (O99.4) Bolezni obtočil kot zaplet med nosečnostjo, porodom in poporodnim obdobjem
  - (O99.5) Bolezni dihal kot zaplet med nosečnostjo, porodom in poporodnim obdobjem
  - (O99.6) Bolezni prebavnega sistema kot zaplet med nosečnostjo, porodom in poporodnim obdobjem
  - (O99.7) Kožne bolezni in bolezni podkožnega tkiva kot zaplet med nosečnostjo, porodom in poporodnim obdobjem
  - (O99.8) Druge opredeljene bolezni in stanja kot zapleti med nosečnostjo, porodom in poporodnim obdobjem